# Macrocondyla peridema
Macrocondyla peridema är en tvåvingeart som beskrevs av Hall 1973. Macrocondyla peridema ingår i släktet Macrocondyla och familjen svävflugor. Inga underarter finns listade i Catalogue of Life.